# Hymne à l'amour (Ai no Anthem)
Hymne à l'amour (Ai no Anthem) (Hymne à l'amour ～愛のアンセム～?, Imu a Ramūru (Ai no Ansemu)) è un singolo della cantante giapponese Utada Hikaru, estratto dalla seconda raccolta della cantante Single Collection Vol. 2 e pubblicato il 9 ottobre 2010.
Si tratta di una reinterpretazione del brano Hymne à l'amour di Édith Piaf.

## Tracce
1. Hymne à l'amour (Ai no Anthem) - 6:33

## Classifiche
| Classifica (2010)                        | Posizione maggiore |
| ---------------------------------------- | ------------------ |
| Giappone                                 | 7                  |
| Stati Uniti (adult contemporary airplay) | 5                  |